# Ruše
Ruše em alemão:  Maria Rast) é um município da Eslovênia. A sede do município fica na localidade de mesmo nome. Encontra-se na margem direita do rio Drava, entre os montes de Pohorje e de Kozjak. Se localiza aproximadamente a 12 km de Maribor, o centro da região eslovaca de Styria.